# Jean Baptiste Victor Loutrel
Jean Baptiste Victor Loutrel, né le 2 décembre 1821 à Rouen et mort le 12 mars 1908 à Paris, est un architecte, un peintre et illustrateur français.

## Biographie
Jean Baptiste Victor Loutrel est le fils de Victor Loutrel et Adélaïde Céleste Semelagne.
Élève d'Adolphe Mouilleron, il expose au Salon de 1852 à 1893.
Il meurt célibataire à son domicile de la rue des Martyrs, à l'âge de 86 ans. 